# Falconaire
Falconaire est une census-designated place située dans le comté de Starr, dans l’État du Texas, aux États-Unis. Sa population s’élevait à 132 habitants lors du recensement de 2010.

## À noter
Falconaire n’existait pas avant le recensement de 2010 et a été créée à partir de portions de terrain de Falcon Heights.

## Source
- (en) Cet article est partiellement ou en totalité issu de l’article de Wikipédia en anglais intitulé « Falconaire, Texas » (voir la liste des auteurs).